# George Head Barclay
Sir George Head Barclay CVO, KCMG (* 23. März 1862; † 26. Januar 1921) war ein britischer Diplomat.

## Leben
George Head Barclay war der Sohn von Richenda Louisa Gurney (* 1828; † 1888 Barclay) und Henry Ford Barclay (* 1826; † 1891 Gurney).
Er studierte am Eton College und Trinity College (Cambridge) 1881 Matric. Michs. und trat am 24. Juli 1886 in den auswärtigen Dienst und wurde 1888 Attaché in Washington, D.C.
1891 war er Gesandtschaftssekretär dritter Klasse in Rom.
1884 war er in Madrid beschäftigt wo er von 1897 bis 1898 Geschäftsträger war.
1898 war er in Konstantinopel,
von 1902 bis 1905 war er Gesandtschaftssekretär erster Klasse in Tokio.
1905 wurde er zum Botschaftsrat befördert.
Von April bis Juli 1908 war er in Konstantinopel.
Von 1908 bis 1911 war er außerordentlicher Gesandter und Ministre plénipotentiaire in Teheran.
Von 1912 bis 1916 und von 1918 bis 1919 war er außerordentlicher Gesandter und Ministre plénipotentiaire in Bukarest. 1920 wurde er in den Ruhestand versetzt.
Er wurde CMG 1898, CVO 1906, KCMG 1908 und KCSI 1913.
Seine Tochter war Dorothy Katherine Barclay Lady Kennard.
| Vorgänger              | Amt                                          | Nachfolger             |
| ---------------------- | -------------------------------------------- | ---------------------- |
| Henry Drummond Wolff   | Britischer Botschafter in Spanien 1897–1898  | Henry Mortimer Durand  |
| Cecil Spring-Rice      | Britischer Botschafter in Teheran 1908–1912  | Walter Beaupré Townley |
| Walter Beaupré Townley | Britischer Botschafter in Bukarest 1912–1920 | Herbert Dering         |